# Solenopsis iheringi
Solenopsis iheringi är en myrart som beskrevs av Auguste-Henri Forel 1908. Solenopsis iheringi ingår i släktet eldmyror, och familjen myror. Inga underarter finns listade i Catalogue of Life.

## Bildgalleri

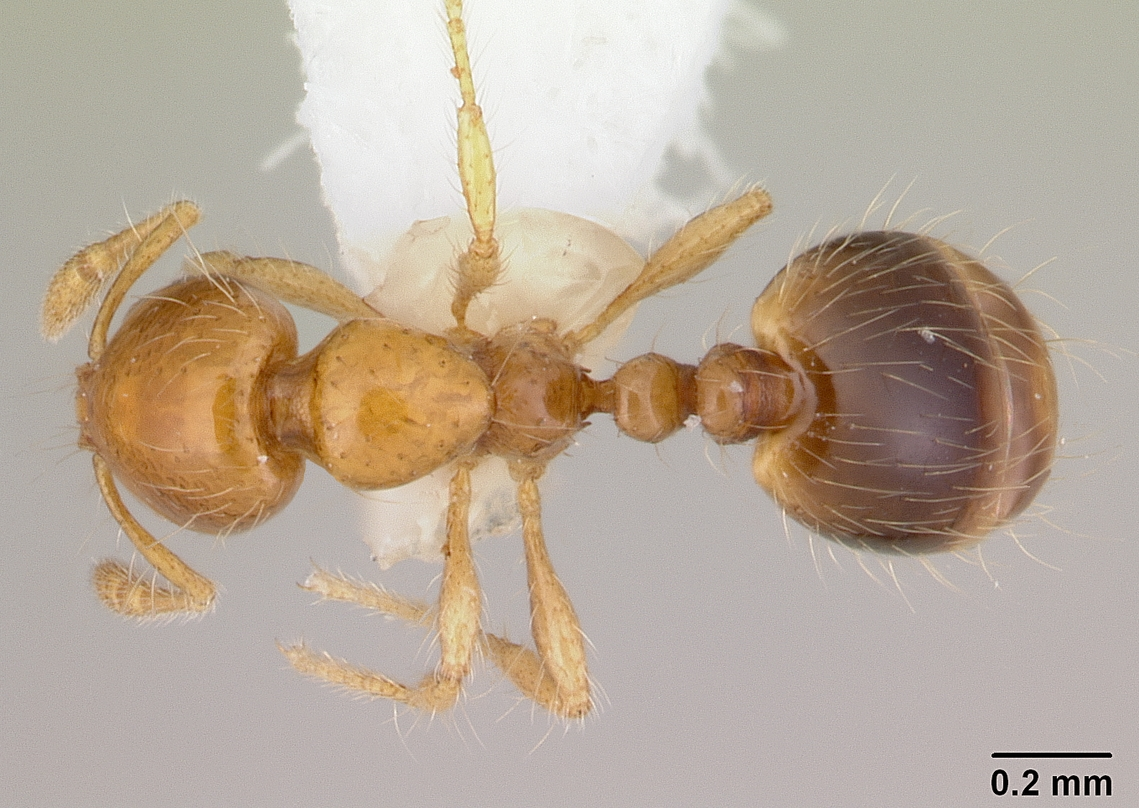
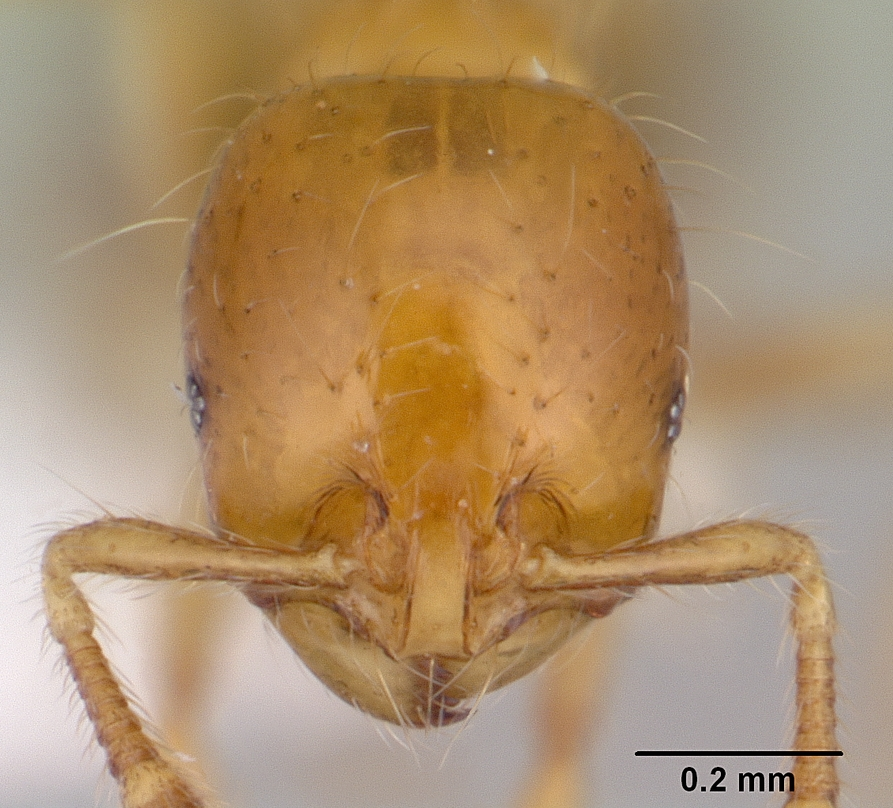
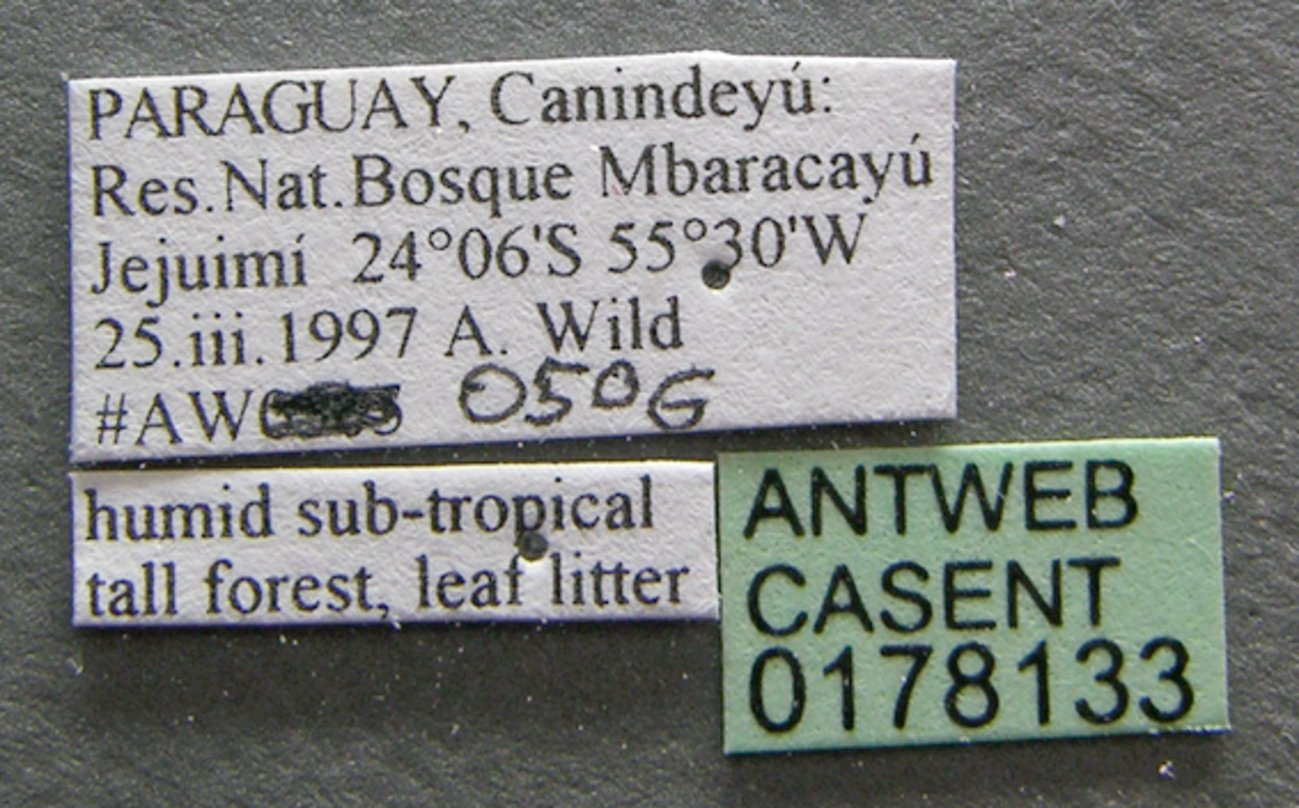
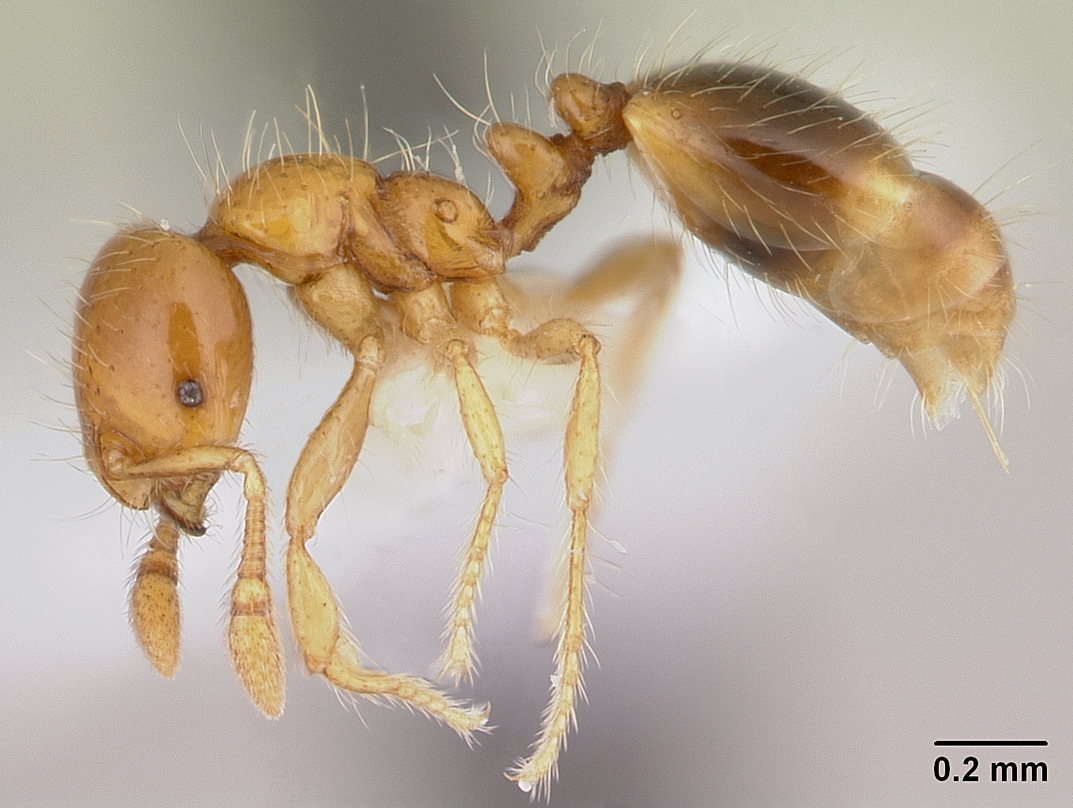